# 朗斯河畔巴拉吉耶
朗斯河畔巴拉吉耶（法語：Balaguier-sur-Rance，法語發音：[balaɡje syʁ ʁɑ̃s]）是法国阿韦龙省的一个市镇，属于米约区。

## 地理
朗斯河畔巴拉吉耶（43°53'52"N, 2°34'37"E）面积9.8 平方千米，位于法国奧克西塔尼大區阿韦龙省，该省份为法国南部内陆省份，位于法國中央高原南部，北起顺时针与康塔爾省、洛泽尔省、加尔省、埃罗省、塔恩省、塔恩-加龙省和洛特省接壤。
与朗斯河畔巴拉吉耶接壤的市镇（或旧市镇、城区）包括：库皮亚克、普莱桑斯、普斯托米、朗斯河畔圣塞尔南、屈尔瓦勒、米奥勒。

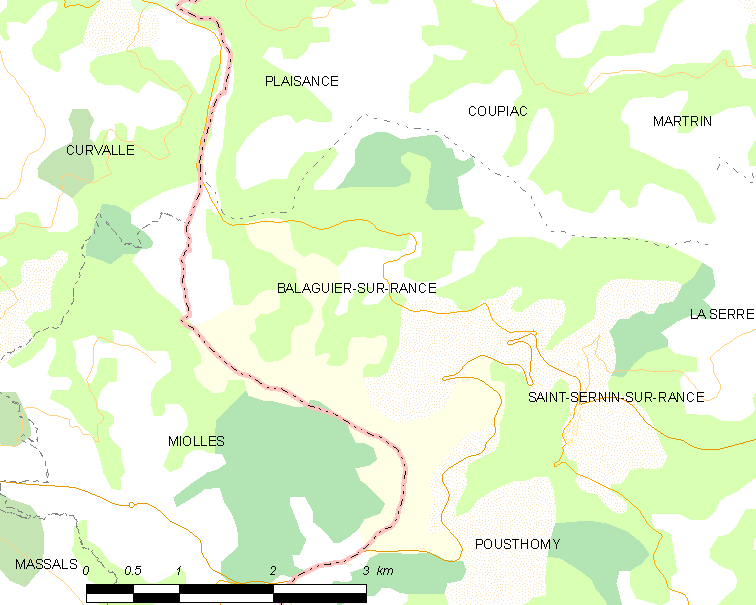
朗斯河畔巴拉吉耶的OSM定位图

朗斯河畔巴拉吉耶的时区为UTC+01:00、UTC+02:00（夏令时）。

## 行政
朗斯河畔巴拉吉耶的邮政编码为12380，INSEE市镇编码为12019。

## 政治
朗斯河畔巴拉吉耶所属的省级选区为科斯-鲁日耶县。

## 人口

1962-2008年间朗斯河畔巴拉吉耶人口变化图示

朗斯河畔巴拉吉耶于2022年1月1日时的人口数量为89人。